# 小行星19009
小行星19009（19009 Galenmaly）是一颗绕太阳运转的小行星，为主小行星带小行星。该小行星于2000年9月2日发现。

## 轨道参数
小行星19009的轨道半长轴为2.6888674 UA，离心率为0.164。